# Big Hits (High Tide and Green Grass)
Big Hits (High Tide and Green Grass) — первый сборник британской рок-группы The Rolling Stones. Сборник вышел 28 марта 1966 года в США и 4 ноября в Великобритании. Релизы отличаются обложками и списками композиций.

## О сборнике
Сборник содержит основные хиты самого раннего этапа творчества группы. Он вышел в конце марта 1966 года, после уже шести выпущенных группой альбомов. Критик из Allmusic считает, что это одна из самых величайших коллекций хитов, которые можно встретить. Он отмечает, что даже спустя 50 лет сборник приятен для прослушивания. В нём присутствуют песни разных жанров: баллады «Tell Me» и «As Tears Go By», широко известная «(I Can't Get No) Satisfaction» с элементами панк-музыки, ритмичные «It’s All Over Now» и «The Last Time», ритм-н-блюзовая «Time Is on My Side» и многое другое.

## Список композиций американского релиза
Сторона 1
1. «(I Can't Get No) Satisfaction» — 3:43
2. «The Last Time» — 3:40
3. «As Tears Go By»  — 2:45
4. «Time Is on My Side» — 2:58
5. «It's All Over Now» — 3:26
6. «Tell Me (You're Coming Back)» — 3:46

Сторона 2
1. «19th Nervous Breakdown» — 3:56
2. «Heart of Stone» — 2:50
3. «Get Off of My Cloud» — 2:55
4. «Not Fade Away»  — 1:48
5. «Good Times, Bad Times» — 2:31
6. «Play with Fire»  — 2:13

## Список композиций британского релиза
Сторона 1
1. «Have You Seen Your Mother, Baby, Standing in the Shadow?» — 2:34
2. «Paint It Black» — 3:45
3. «It's All Over Now»  — 3:27
4. «The Last Time» — 3:40
5. «Heart of Stone» — 2:46
6. «Not Fade Away»  — 1:48
7. «Come On»  — 1:49

Сторона 2
1. «(I Can't Get No) Satisfaction» — 3:43
2. «Get Off of My Cloud» — 2:55
3. «As Tears Go By»  — 2:45
4. «19th Nervous Breakdown» — 3:57
5. «Lady Jane» — 3:08
6. «Time Is on My Side»  — 2:53
7. «Little Red Rooster»  — 3:05

## В записи участвовали
- Мик Джаггер — губная гармоника, вокал, перкуссия
- Брайан Джонс — гитара, ситар, орган, бэк-вокал, клавишные
- Кит Ричардс — гитара, бэк-вокал
- Чарли Уоттс — ударные
- Билл Уаймэн — бас-гитара, клавишные, бэк-вокал

## Чарты
| Год  | Страна         | Позиция |
| ---- | -------------- | ------- |
| 1966 | Великобритания | 4       |
| 1966 | США            | 3       |
| 1966 | Швеция         | 49      |
| 1966 | Норвегия       | 5       |

## Сертификации
| Страна | Сертификация |
| ------ | ------------ |
| США    | 4×Платиновый |
| Канада | Золотой      |